# Mirage (Camel-Album)
Mirage ist das zweite Studioalbum der britischen Progressive-Rock-Band Camel. Es erschien im Jahr 1974 bei Decca Records.

## Entstehung und Veröffentlichung
Nach dem selbstbetitelten Debütalbum unterschrieben Camel einen Plattenvertrag mit Decca Records und gingen für neun Monate auf Tour. Danach nahmen sie ihr zweites Album auf. Auf Druck der Zigarettenmarke Camel musste das Schallplattencover, das ein Dromedar in der Wüste zeigt, in den Vereinigten Staaten geändert werden, da es der Gestaltung der Zigarettenpackungen sehr ähnlich war. Für Europa traf der Bandmanager Geoff Jukes jedoch ein Übereinkommen. Zu Werbezwecken gab es kleine Zigarettenpackungen mit dem Artwork und der Titelliste des Albums, auf Konzerten wurden (gegen den Willen der Band) Gratisproben verteilt. Da der Tabakkonzern weiteren Einfluss nehmen wollte, wurde die Zusammenarbeit bald beendet.
Eine remasterte CD-Fassung von Mirage kam erstmals 1989 auf den Markt, im Jahr 2002 erschien eine remasterte Fassung mit Bonus-Titeln, die aus alternativen und Live-Versionen bestanden.

## Titelliste

### Seite 1
1. Freefall – 5:54
2. Supertwister – 3:24
3. Nimrodel/The Procession/The White Rider – 9:18

### Seite 2
1. Earthrise – 6:42
2. Lady Fantasy – 12:46
  1. Encounter
  2. Smiles for You
  3. Lady Fantasy

### Bonus-Titel
1. Supertwister (Live am 30. Oktober 1974 im Marquee Club) – 3:14
2. Mystic Queen (Live am 30. Oktober 1974 im Marquee Club) – 6:09
3. Arubaluba (Live am 30. Oktober 1974 im Marquee Club) – 7:44
4. Lady Fantasy (Basing Street Studios Mix 1973) – 12:59

## Stil
Auf Camels zweitem Album beginnt sich ihr charakteristischer Stil herauszubilden. Sie spielen Progressive Rock mit komplexen Rhythmen und abwechslungsreichen Gitarren- und Keyboardparts. Andrew Latimer spielt auf Mirage außerdem Flöte. Das Album kommt zu großen Teilen ohne Gesang aus. Die Atmosphäre ist meist leicht melancholisch. The White Rider ist von Tolkiens Der Herr der Ringe inspiriert.

## Rezeption
Mirage gilt neben den Nachfolgern The Snow Goose und Moonmadness als Klassiker der Band. Markus Peltner von den Babyblauen Seiten resümiert zwar: „Es ist alles nicht schlecht, was Camel da zu Beginn und Mitte der 70er abgeliefert haben. Aber irgendwie schwamm die Band so mit. Nicht schlecht, wie gesagt, aber so richtig gut? Nein, dazu ist die Musik einfach nicht packend genug und es bleibt dann doch deutlich weniger hängen, als bei anderen britischen Combos derselben Stilrichtung und derselben Zeit.“ Jochen Rindfrey bezeichnet Mirage jedoch als Camels „Meisterstück“, das „in keiner Prog-Sammlung fehlen“ sollte.
Im Juni 2015 wählte das renommierte Fachblatt Rolling Stone das Album auf Platz 21 der 50 besten Progressive-Rock-Alben aller Zeiten.